# St Blazey
St Blazey es una localidad situada en el condado de Cornualles, en Inglaterra (Reino Unido), con una población en 2016 de 10 399 habitantes.
Se encuentra ubicada al oeste de la península del Suroeste, cerca de la orilla del canal de la Mancha (océano Atlántico).
La localidad es llamada de San Blas, y su iglesia es dedicada a se.